# 佐々木裕一
佐々木 裕一（ささき ゆういち、1967年3月27日 - ）は日本の小説家。架空戦記、時代小説の分野で活動している。
広島県三次市出身。広島県立三次高等学校卒業後、外資系の米軍軍需メーカーに就職し、自動車部品部門にて工作機械の修理に当たる。そのかたわら執筆活動に入り、2003年に『ネオ・ワールドウォー』でデビュー。当初は架空戦記を発表していたが、2010年からは時代小説にも手を広げている。

## 著書

### 架空戦記
- 『ネオ・ワールドウォー 山本五十六の決断』（経済界、2003年）
- 『ネオ・ワールドウォー〈2〉ソロモン大海戦』（経済界、2003年）
- 『ネオ・ワールドウォー〈3〉マリアナ大決戦』（経済界、2003年）
- 『ネオ・ワールドウォー〈4〉日米最終決戦』（経済界、2004年）
- 『神風の波濤 試作戦闘機隊、誕生!』（経済界、2006年）
- 『神風の波濤〈2〉孤立無援の第一機動艦隊』（経済界、2006年）
- 『巨艦咆哮! 山本五十六の蹉跌』（経済界、2006年）
- 『巨艦咆哮!〈2〉フィリピン沖の死闘』（経済界、2007年）
- 『激突!日米ハワイ攻防戦』（有楽出版社、2008年）
- 『激突!日米ハワイ攻防戦2』（有楽出版社、2008年）
- 『激突!日米超空決戦 超空戦艦「富士」出撃』（有楽出版社、2009年）
- 『激突!日米超空決戦2 超空の要塞VS超空の戦艦』（有楽出版社、2009年）
- 『未来戦艦大和出撃〈1〉烈火の海戦』（コスミック出版、2010年）
- 『未来戦艦大和出撃〈2〉灼熱の空』（コスミック出版、2010年）

### 時代小説
- 『浪人若さま新見左近』シリーズ（コスミック出版）
  1. 闇の剣（2010年）
  2. 雷神斬り（2010年）
  3. おてんば姫の恋（2011年）
  4. 将軍の死（2012年）
  5. 陽炎の宿（2012年）
  6. 日光身代わり旅  (2014年)
  7. 浅草の決闘  (2014年)
  8. 風の太刀  (2014年)
  9. 大名盗賊  (2015年)
  10. 江戸城の闇  (2015年)
  11. 左近暗殺指令  (2016年)
  12. 人斬り純情剣  (2016年)
  13. 片腕の剣客  (2017年)
  14. 将軍への道 (2017年)

- 『新・浪人若さま新見左近』シリーズ（双葉社）
  1. 不穏な影（2018年）
  2. 亀の仇討ち（2018年）
  3. 夫婦剣（2019年）
  4. 桜田の悪（2019年）
  5. 贋作小判（2020年）
  6. 恨みの剣（2020年）
  7. 宴の代償（2021年）
  8. 逆恨み（2021年）
  9. 無念の一太刀（2022年）
  10. 嗣縁の禍（2022年）
  11. 不吉な茶釜（2022年）
  12. すももの縁（2022年）
  13. 忠義の誉（2023年）

- 『佐之介ぶらり道中記』シリーズ（廣済堂出版）
  1. 佐之介ぶらり道中記（2010年）
  2. 箱根峠の虎次郎（2011年）

- 『公家武者 松平信平』シリーズ（二見書房）
  1. 狐のちょうちん（2011年）
  2. 姫のため息（2011年）
  3. 四谷の弁慶（2012年）
  4. 暴れ公卿（2012年）
  5. 千石の夢（2012年）
  6. 妖し火（2013年）
  7. 十万石の誘い（2013年）
  8. 黄泉の女  (2014年)
  9. 将軍の宴（2014年)
  10. 宮中の華（2014年)
  11. 乱れ坊主（2015年)
  12. 領地の乱（2016年）
  13. 赤坂の達磨（2016年）
  14. 将軍の首（2016年）
  15. 魔眼の光（2016年）
  16. 暁の火花（2017年）

- 『公家武者 信平』シリーズ（講談社）
  1. 消えた狐丸（2017年）
  2. 逃げた名馬（2018年）
  3. 比叡山の鬼（2018年）
  4. 公卿の罠（2018年）
  5. 狙われた旗本（2019年）
  6. 赤い刀身（2019年）
  7. 帝の刀匠（2020年）
  8. 若君の覚悟（2020年）
  9. くもの頭領（2020年）
  10. 宮中の誘い（2021年）
  11. 雲雀の太刀（2021年）
  12. 決着の鬨（2022年）
  13. 姉妹の絆（2022年）

- 『公家武者信平ことはじめ』シリーズ（講談社）
  1. 狐のちょうちん（2020年）
  2. 姫のため息（2020年）
  3. 四谷の弁慶（2021年）
  4. 暴れ公卿（2021年）
  5. 千石の夢（2021年）

- 『青い目の旗本ジョゼフ按針』シリーズ（光文社）
  1. 衣笠の姫（2014年）
  2. 黒い罠（2015年）
  3. 処罰（2016年）

- 『もののけ侍伝々』シリーズ（静山社→角川書店）
  1. 京嵐寺平太郎（静山社、2011年）
  2. 蜘蛛女（静山社、2012年）
  3. たたり岩（角川書店、2013年）
  4. 快刀平丸（同、2013年）
  5. もみじ姫（同、2015年）
  6. 平太郎の命（同、2016年）

- 『春風同心家族日記』シリーズ（徳間書店）
  1. 春風同心家族日記（2011年）
  2. 初恋の花（2011年）
  3. 乙女の夢（2011年）
  4. 無明の剣（2012年）
  5. 復讐の渦（2013年）

- 『旗本ぶらぶら男 夜霧兵馬』シリーズ（幻冬舎）
  1. 旗本ぶらぶら男 夜霧兵馬（2012年）
  2. 影斬り（2013年）

- 『龍眼 隠れ御庭番』シリーズ（祥伝社)
  1. 老骨伝兵衛（2013年）
  2. 流浪（2014年）
  3. 争奪戦（2015年）

- 『若旦那隠密』シリーズ（幻冬舎）
  1. 若旦那隠密（2016年)
  2. 将軍のお節介（2017年）
  3. 哀しい仇討ち（2018年）
  4. 門出（2019年）

- 『若返り同心 如月源十郎』シリーズ（講談社）
  1. 不思議な飴玉（2016年）
  2. 闇の顔（2017年）

- 『斬!江戸の用心棒』シリーズ（朝日新聞出版）
  1. 斬!江戸の用心棒（2017年）
  2. 千両の首（2022年）

- 『剣豪奉行池田筑後』（祥伝社、2018年）

- 『身代わり若殿 葉月定光』シリーズ（角川書店）
  1. 身代わり若殿 葉月定光（2018年）
  2. 覚悟の登城（2018年）
  3. 寝所の刃光（2019年）
  4. しつこい男（2019年）
  5. 疑う眼差し（2020年）
  6. 消えた姫君（2020年）
  7. 再興への道（2021年）

- 『忠臣蔵の姫 阿久利』シリーズ（小学館）
  1. 忠臣蔵の姫 阿久利（2019年）
  2. 義士切腹（2021年）

- 『春風同心十手日記』（小学館）
  1. 春風同心十手日記（2020年）
  2. 黒い染み（2021年）
  3. 悪党の娘（2022年）
  4. 月光の剣（2022年）
  5. 深い執念（2023年）

## メディア出演

### ラジオ
- かわにしんち（2023年6月7日、6月14日RCCラジオ）